# Bolyos Ibolya
Bolyos Ibolya magyar manöken, modell, fotómodell.

## Élete

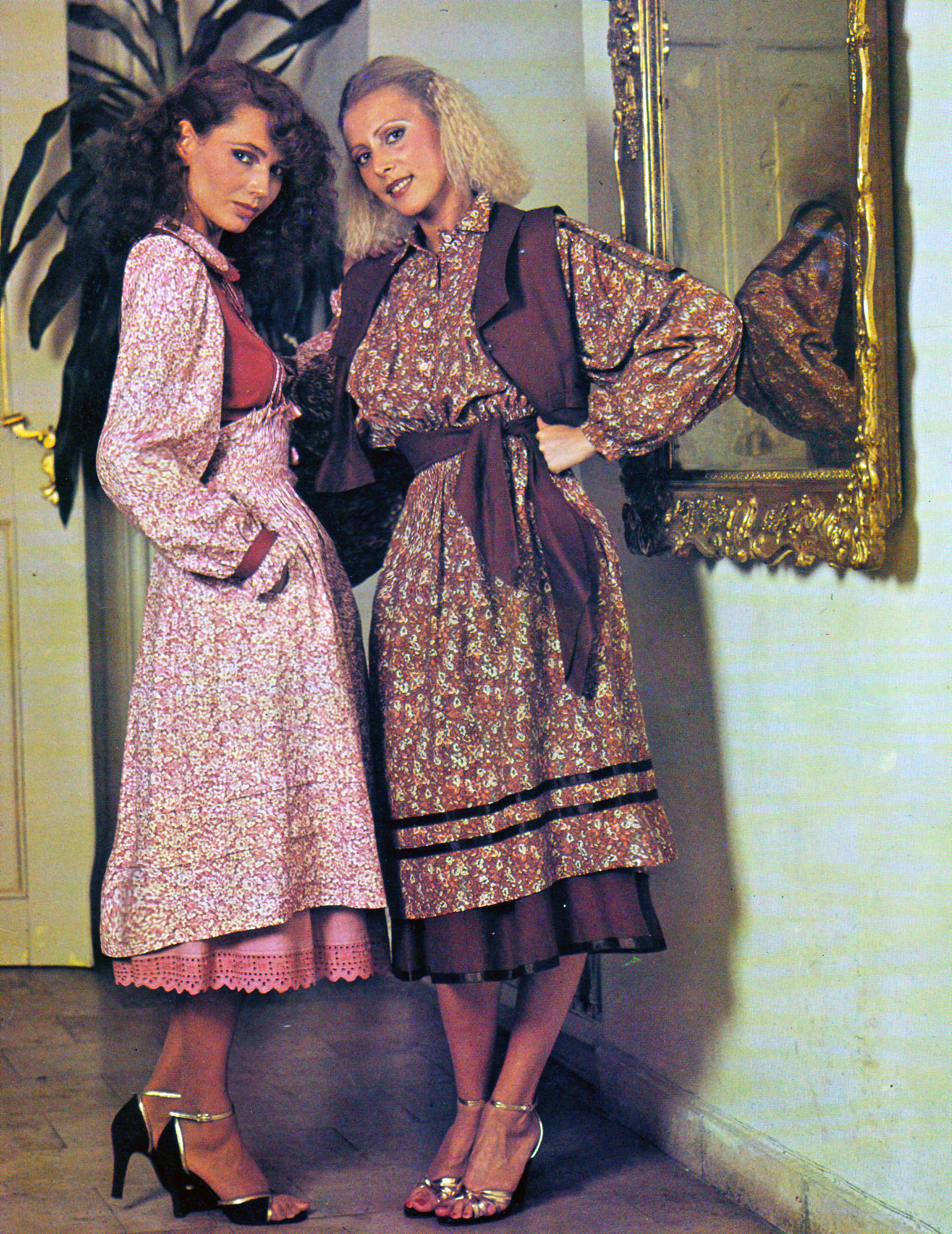
Bolyos Ibolya és Badonyi Vali

Az 1970–80-as évek manökenje. A Nagykörúton – volt Lenin körút – lévő FÉNYSZÖV (Fényképész szövetkezet) keresett fotogén lányokat, ahová sikeresen jelentkezett. A  Luxus Áruházhoz került, ahol a reklám- és propaganda főnöke divatbemutatókra, fotózásokra küldte, majd a Rotschild Szalon (Rotschild Klára), ami később a Clara Szalon nevet kapta, csapatához is.
A VBKM-nél (Villamos Berendezés és Készülék Művek) volt főállása, világítótesteket tervezett, de a sikeres felvételi után feladta a munkahelyét, és manöken lett. 1975-ben elvégezte a Állami Artistaképző Intézet fotómodell és manöken tanfolyamát. Ezt követően folyamatosan kapott felkéréseket fotózásokra, divatbemutatókra, reklámfilmekre.
Fotói naptárakban, reklámkiadványokban, valamint a  magazinok címlapjain jelentek meg, például: Ez a Divat, Füles, Ország-világ.
A vele készült riportokat az Ország-világ hasábjain is lehetett olvasni. Az olvasók számára készült rovatban manökeneket kértek fel divattanácsadásra. 172 cm magasságával és adottságaival kiemelkedő manöken lett. 10 évig volt sikeres modell.

## Fotósai voltak
Többek közt:Tulok András, Fenyő János, Lengyel Miklós, Rózsavölgyi Gyöngyi és Módos Gábor fotóművészek.